# 자연의 제일성
자연의 제일성(自然－齊一性)은 우리의 인식의 근원은 경험이며 과학의 유효한 귀납이라고 주장하는 이론이다. 그리고 귀납적 추리는 특수에서 보편으로 이끌 때 귀납적 비약을 하나, 이를 가능케 하는 근거로서 J.S. 밀은 자연의 제일성(齊一性)을 가정했다. 즉 자연은 동일한 조건 아래에서는 동일한 현상을 발생시켰다는 그러한 통일적 질서를 지니고 있다는 원리이다. 이것은 공간적인 공존의 제일성과 시간적인 계기(繼起)의 제일성으로 나뉜다.